# Benevento
Benevento (latinski: Beneventum, napolitanski: Bënëvientë) je glavni grad istoimene talijanske pokrajine Benevento u regiji Kampaniji, nekih 50 km od Napulja, a i raskrižje mnogih cesta na jugu Italije. Benevento leži na ušću rijeka Sabato i Calore Irpino, okružen planinama Apeninskog masiva. Grad je zbog takvog položaja vrlo često u povijesti bio poprište sukoba i bitaka.
Benevento je 2011. god., zbog kompleksa Santa Sofia, zajedno s još 7 lokacija (Langobardska središta u Italiji) uvršten na UNESCO-ov popis mjesta svjetske baštine u Europi

## Povijest
Antički Maloeis ili Malieis (kako se tada zvao) bio je prijestolnica Samnita, koji su se tu sklonili nakon poraza od Rimske republike - 314. pr. Kr. Izgleda da nije pao u rimske ruke sve dok Pir nije odsustao od odbrane Sicilije. Grad mu je služio kao baza u posljednjem pohodu na Južnu Italiju, koju je napustio, nakon neodlučne bitke kod Beneventa 275. pr. Kr.
Rimljani su svoju koloniju onovali kod Beneventa 268. pr. Kr., ali su joj promijenili ime zbog praznovjerja u Benevento, jer bi Maleventum značilo „loš vjetar”, ali možda i „mjesto ludih ljudi”.
Benevento je ostao pod vlašću Rimljana i za vrijeme Punskih ratova i građanskih ratova. Pozicija Beneventa je strateški odlična, jer grad štite s dvije rijeke, a njegove srednjovjekovne zidine dulje od 3 km, vjerojatno su slijedile starije antičke, koje je Totila razorio do temelja. Benevento je bio raskrsnica šest putova, te je oduvijek bio vrlo prometan grad. Trajanov slavoluk iz 114. godine je jedan od najbolje očuvanih rimskih građevina u Kampanji.
Totila je 545. razorio zidine grada do temelja, a grad je opljačkao. Nedugo nakon toga Benevento je postao prijestolnica moćnoga langobardskog vojvodstva. Langobardi su bili tu prisutni i prije osvajanja Padske nizine. Vojvodstvo su 576. god. osnovali vojnici pod vodstvom Zota. Bili su neovisni od Langobardskoga kralja. Zota je nasledio Arehisa I., koji je zauzeo Capuu i Crotone i opljačkao bizantski Amalfi, ali nije uspio zauzeti Napulj. Nakon njegove vlasti, Bizantu je ostao jedino Napulj, Amalfi, Gaeta, Sorrento, vrh Kalabrije i primorski gradovi Apulije. Benevento je zauzeo neke bizantske posjede, ali je njegov glavni neprijatelj bilo Langobarska kraljevina, čiji su se vladari miješali u izbor beneventanskih vladara. Slomom Langobardske kraljevine 773. godine pod naletom Franaka jedan je dio teritorije Vojsvodstva predan Papinskoj državi, pa je zato vojvodstvo uzdignuto na nivo Kneževine pod Arehisom II. Benevento se tada spominjao kao druga Pavia, Ticinum geminum, nakon što su Langobardi izgubili svoju prijestolnicu. Ali ta kneževina nije dugo živjela, jer je Salerno izašao iz nje 851. god. Vojvoda Pandolfo je ponovo ujedinio „Malu Lombardiju” po posljednji put. Nešto prije smrti, 981., od cara Otona I. dobio je titulu Vojvode od Spoleta, ali su se Benevento i Sorrento pobunili protiv njegovog sina, Pandolfa II.
Tijekom 11. stoljeća pojavljuju se njemački vladari u južnoj Italiji. Henrik II. je 1022. osvojio Capuu i Benevento, ali se vratio nakon neuspjele opsade Troje. Slično je prošao 1038. i Konrad II. Tih godina su tri vojvodstva Južne Italije, Benevento, Capua i Salerno, bila okupirana međusobnim ratovima i sporovima, što je omogućilo laki prodor Normana koji su od najamne vojske postali vladari južne Italije. Najuspješniji od njih bio je Robert Guiscard, koji je 1053. zauzeo Benevento. Najprije mu je Henrik III. 1047. god. odobrio da osvoji Benevento kao zamjenu papi za biskupiju Bamberg 1077. Nadbiskup Beneventa je započeo savezništvo s Normanima, pa je otpušten. Benevento je ostao pod vlašću papa od tada, sve do 1806-, kao ključni grad za papinsku moć u južnoj Italiji. 
Za Napoleonskih ratova Benevento je osvojila francuska vojska i predala ga Talleyrandu, da vlada njime, ali on nije nikad vladao njime. Benevento je 1815. vraćen papama, a u sastav Kraljevine Italije je ušao prilikom ujedinjenja Italije 1860. godine.

### Najpoznatije bitke kod Beneventa
- Bitka kod Beneventa (275. pr. Kr.) - između epirskog kralja Pira i Rimljana
- Dvije bitke Rimljana u Drugom punskom ratu (214. pr. Kr. i 212. pr. Kr.)
- Rat italskih saveza protiv Rima (od 91. pr. Kr. do 88. pr. Kr.)
- Bitka u Drugom građanskom ratu (od 50. pr. Kr. do 45. pr. Kr.)
- Gotski ratovi (535. – 554. godine)
- bitka kod Beneventa (1266. godine) - u kojoj je Charles d'Anjou, brat Luja IX. pobijedio Manfreda de Hohenstaufena, nezakonitog sina njemačkog kralja Fridrika II.

## Znamenitosti

### Antika
Značaj Beneventa vidi se po mnoštvu antičkih ostataka kao što su:
- Trajanov slavoluk, koji je izgrađen 114.
- Antički teatar blizu katedrale je dao izgraditi car Hadrijan, a kasnije proširio Karakala. Mogao je primiti 10.000 gledatelja.
- kriptoportik, dugačak 60 metara, a nekad 520 metara
- Luk od opeke zvan „Luk Sakramenta”
- Ponte Leprozo, most preko rijeke blizu središta grada
- terme

### Crkva svete Sofije
Kompleks Svete Sofije (Santa Sofia) je osnovao vojvoda Arehis II. od Beneventa 760. god. i sagrađena je po uzoru na kapelu Liutpranda iz Pavije koja je opet izgledala kao središnji brod Aja Sofije. Od izvornih fresaka sačuvane su one u bočnim apsidama. Kasnije je, u 13. st., oko nje sagrađena samostanska crkva. Bila je gotovo uništena u potresu 1688., pa je ponovo izgrađena u baroknom stilu. Originalne forme su sakrivene. Godine 2011. UNESCO je na popis mjesta svjetske baštine u Europi upisao Kompleks Svete Sofije kao jedno od sedam mjesta moći koja svjedoče o glavnoj ulozi Langobarda u duhovnom i kulturnom razvoju srednjovjekovnog europskog kršćanstva, pogotovo potičući razvoj monaštva.

### Katedrala
Katedrala datira iz 9. stoljeća, a ponovo je izgrađena 1114. godione. Fasada je izvedena u Pisanskom gotičkom stilu, dok su joj vrata primjer romaničke umjetnosti i potječu s početka 13. st. Masivni toranj sa zvonima izgrađen je 1269. god.

### Utvrda Benevento
Utvrda Benevento je poznata kao Roca dei Retori ili Roca di Manfredi. Nalazi se na najvišoj točki grada i dominira nad dolinom s dvije rijeke. To mjesto su davno koristili i Samniti. Benediktinci su tu imali samostan. Dobio je ime u srednjem vijeku, kada su papini namjesnici, tj. retori tu imali svoje sjedište.

## Gospodarstvo
Benevento je danas trgovački centar poljoprivrednog kraja u kojemu se najviše uzgajaju žitarice, masline, grožđe i povrće. Grad ima i nešto industrije koja proizvodi konditorske proizvode, torte od badema, biskvite i čokolade, uz to se proizvode opeke, šibice, vina i poljoprivredne strojeve.
Benevento je u Italiji poznat po svom likeru Strega

## Vanjske poveznice
- Službena stranica grada Beneventa
- Benevento na portalu Encyclopædia Britannica (engl.)